# Яковлев, Владислав Геннадьевич
Владисла́в Генна́дьевич Я́ковлев (род. 14 февраля 2002, Москва) — российский футболист, нападающий московского ЦСКА, выступающий на правах аренды за армянский «Урарту».

## Карьера

### ЦСКА (Москва)
В системе московского ЦСКА с шести лет. В 2011 году стал лучшим бомбардиром московской группы детского турнира «Локобол-2011-РЖД». Чемпион Первенства России по футболу среди команд спортивных школ 2017 года (игроки 2002 г. р.). В Молодёжном первенстве России дебютировал в сезоне 2019/20.
Во время зимнего перерыва сезона 2020/21 провёл первый сбор с основной командой «армейцев». В феврале 2021 года сообщалось о переходе Яковлева на правах аренды в «Тамбов», однако футболист остался в ЦСКА.
12 апреля 2021 года сыграл свой первый официальный матч, выйдя на замену в домашней игре 25-го тура чемпионата против «Ротора» (2:0).
21 августа 2021 года в 5-м туре чемпионата России 2021/22 в домашнем матче против «Ахмата» (2:0) забил дебютный гол за ЦСКА.
8 июня 2022 года продлил контракт с ЦСКА до окончания сезона-2024/25.
6 июля 2024 года отправился на просмотр в махачкалинское «Динамо». В конце июля Владислав, не пройдя просмотр в «Динамо», вернулся в распоряжение армейского клуба.
В январе 2025 года отправился на просмотр в новороссийский «Черноморец». В начале февраля «Черноморец» отказался от подписания нападающего.

#### Аренда в «Пари НН»
7 января 2023 года на правах аренды до конца сезона перебрался в «Пари Нижний Новгород». 23 апреля в матче Чемпионата России против «Крыльев Советов» забил первый гол за «Пари Нижний Новгород». 7 июня в переходном матче РПЛ забил гол в ворота московской «Родины».
Всего за «Пари НН» Яковлев провёл 15 матчей, в которых забил два гола и отдал две голевые передачи. 30 июня 2023 года по завершении аренды вернулся в расположение ЦСКА.

#### Аренда в «Химки»
30 июня 2023 года на правах аренды перешёл в «Химки». Перед уходом продлил контракт с ЦСКА до окончания сезона-2025/26. 2 сентября в матче Первой Лиги против «Кубани» забил первый гол за «Химки». 23 сентября 2023 в матче против «Ленинградца» забил второй гол в сезоне.
25 мая 2024 года вместе с «Химками» выиграл Первую лигу. Всего за «Химки» Владислав провёл 8 матчей во всех турнирах, отметившись двумя забитыми мячами. Летом по завершении арендного соглашения вернулся в ЦСКА.

#### Аренда в «Урарту»
21 февраля 2025 года Яковлев на правах арендного соглашения перешёл в армянский «Урарту» до конца сезона 2024/25. 15 марта 2025 года россиянин дебютировал за новый клуб, выйдя на замену на 65-й минуте в матче Премьер-лиги против клуба «Гандзасар» (2:1), а также забил первый гол за «Урарту» и победный мяч в игре.

## Статистика
| Выступление      | Выступление      | Выступление      | Чемпионат | Чемпионат | Кубки | Кубки | Прочие | Прочие | Итого | Итого |
| Клуб             | Лига             | Сезон            | Игры      | Голы      | Игры  | Голы  | Игры   | Голы   | Игры  | Голы  |
| ---------------- | ---------------- | ---------------- | --------- | --------- | ----- | ----- | ------ | ------ | ----- | ----- |
| ЦСКА (Москва)    | Премьер-лига     | 2020/21          | 2         | 0         | 0     | 0     | —      | —      | 2     | 0     |
| ЦСКА (Москва)    | Премьер-лига     | 2021/22          | 16        | 1         | 2     | 0     | —      | —      | 18    | 1     |
| ЦСКА (Москва)    | Премьер-лига     | 2022/23          | 9         | 0         | 5     | 0     | —      | —      | 14    | 0     |
| ЦСКА (Москва)    | Премьер-лига     | 2024/25          | 1         | 0         | 1     | 0     | —      | —      | 2     | 0     |
| ЦСКА (Москва)    | Итого            | Итого            | 28        | 1         | 8     | 0     | —      | —      | 36    | 1     |
| → Пари НН        | Премьер-лига     | 2022/23          | 11        | 1         | 2     | 0     | 2      | 1      | 15    | 2     |
| → Пари НН        | Итого            | Итого            | 11        | 1         | 2     | 0     | 2      | 1      | 15    | 2     |
| → Химки          | Первая Лига      | 2023/24          | 7         | 2         | 1     | 0     | —      | —      | 8     | 2     |
| → Химки          | Итого            | Итого            | 7         | 2         | 1     | 0     | —      | —      | 8     | 2     |
| → Урарту         | Премьер-лига     | 2024/25          | 6         | 2         | 1     | 0     | —      | —      | 7     | 2     |
| → Урарту         | Итого            | Итого            | 6         | 2         | 1     | 0     | 0      | 0      | 7     | 2     |
| Всего за карьеру | Всего за карьеру | Всего за карьеру | 52        | 6         | 12    | 0     | 2      | 1      | 66    | 7     |

1. ↑  Переходные (стыковые) матчи Первая лига — РПЛ.

## Достижения
ЦСКА (Москва)
- Обладатель Кубка России (2): 2022/23, 2024/25

- Серебряный призёр чемпионата России: 2022/23
- Бронзовый призёр чемпионата России: 2024/25

«Химки»
- Победитель Первой лиги: 2023/24